# Secrétaire d'État aux Transports
Le secrétaire d'État aux Transports est le membre du gouvernement du Royaume-Uni responsable du département des Transports.

## Ministres des Transports (1919–1941)
| Nom | Nom                 | En fonction      | En fonction     | Parti                | Premier ministre                    | Premier ministre                           |
| --- | ------------------- | ---------------- | --------------- | -------------------- | ----------------------------------- | ------------------------------------------ |
|     | Eric Geddes         | 19 mai 1919      | 7 novembre 1921 | Conservateur         |                                     | David Lloyd George (Coalition)             |
|     | William Peel        | 7 novembre 1921  | 12 avril 1922   | Conservateur         |                                     | David Lloyd George (Coalition)             |
|     | David Lindsay       | 12 avril 1922    | 31 octobre 1922 | Conservateur         |                                     | David Lloyd George (Coalition)             |
|     | John Lawrence Baird | 31 octobre 1922  | 22 janvier 1924 | Conservateur         |                                     | Andrew Bonar Law                           |
|     | John Lawrence Baird | 31 octobre 1922  | 22 janvier 1924 | Conservateur         | Stanley Baldwin                     |                                            |
|     | Harry Gosling       | 22 janvier 1924  | 3 novembre 1924 | Labour               |                                     | Ramsay MacDonald                           |
|     | Wilfrid Ashley      | 11 novembre 1924 | 4 juin 1929     | Conservateur         |                                     | Stanley Baldwin                            |
|     | Herbert Morrison    | 7 juin 1929      | 24 août 1931    | Labour               |                                     | Ramsay MacDonald                           |
|     | John Pybus          | 3 septembre 1931 | 22 février 1933 | Liberal              |                                     | Ramsay MacDonald (1st & 2nd National min.) |
|     | Oliver Stanley      | 22 février 1933  | 29 juin 1934    | Conservateur         |                                     | Ramsay MacDonald (1st & 2nd National min.) |
|     | Leslie Hore-Belisha | 29 juin 1934     | 28 mai 1937     | National Liberal     |                                     | Ramsay MacDonald (1st & 2nd National min.) |
|     | Leslie Hore-Belisha | 29 juin 1934     | 28 mai 1937     | National Liberal     | Stanley Baldwin (3rd National min.) |                                            |
|     | Leslie Burgin       | 28 mai 1937      | 21 avril 1939   | National Liberal     |                                     | Neville Chamberlain (4th National min.)    |
|     | Euan Wallace        | 21 avril 1939    | 14 mai 1940     | Conservateur         | Neville Chamberlain (War Coalition) |                                            |
|     | John Reith          | 14 mai 1940      | 3 octobre 1940  | National Independent |                                     | Winston Churchill (War Coalition)          |
|     | John Moore-Brabazon | 3 octobre 1940   | 1er mai 1941    | Conservateur         |                                     | Winston Churchill (War Coalition)          |

## Ministres des Transports de guerre et de l'Aviation civile (1941–1953)
Le ministère des Transports a été absorbé par le Ministère de la marine et a été rebaptisé Ministère des Transports de la guerre en 1941, mais a repris son ancien nom à la fin de la guerre.
| Ministre des Transports               | Ministre des Transports                                | Ministre de l'Aviation civile | En fonction     | En fonction      | Parti            | Premier ministre | Premier ministre                  |
| ------------------------------------- | ------------------------------------------------------ | ----------------------------- | --------------- | ---------------- | ---------------- | ---------------- | --------------------------------- |
|                                       | Frederick Leathers (Ministre des Transports de guerre) | —                             | 1er mai 1941    | 8 octobre 1944   | Conservateur     |                  | Winston Churchill (War Coalition) |
| Philip Cunliffe-Lister                | Frederick Leathers (Ministre des Transports de guerre) | 8 octobre 1944                | 26 juillet 1945 | Conservateur     |                  |                  | Winston Churchill (War Coalition) |
|                                       | Alfred Barnes                                          | Reginald Fletcher             | 3-4 août 1945   | 4 octobre 1946   | Labour           |                  | Clement Attlee                    |
| Harry Nathan                          | Alfred Barnes                                          | 4 octobre 1946                | 31 mai 1948     | Labour           |                  |                  | Clement Attlee                    |
| Frank Pakenham (7e comte de Longford) | Alfred Barnes                                          | 31 mai 1948                   | 1er juin 1951   | Labour           |                  |                  | Clement Attlee                    |
| David Rees-Williams                   | Alfred Barnes                                          | 1er juin 1951                 | 26 octobre 1951 | Labour           |                  |                  | Clement Attlee                    |
|                                       | John Maclay                                            | John Maclay                   | 31 octobre 1951 | 7 mai 1952       | National Liberal |                  | Winston Churchill                 |
|                                       | Alan Lennox-Boyd                                       | Alan Lennox-Boyd              | 7 mai 1952      | 1er octobre 1953 | Conservateur     |                  | Winston Churchill                 |

## Ministres des Transports et de l'Aviation civile (1953–1959)
| Nom | Nom                 | En fonction      | En fonction      | Parti        | Premier ministre | Premier ministre  |
| --- | ------------------- | ---------------- | ---------------- | ------------ | ---------------- | ----------------- |
|     | Alan Lennox-Boyd    | 1er octobre 1953 | 28 juillet 1954  | Conservateur |                  | Winston Churchill |
|     | John Boyd-Carpenter | 28 juillet 1954  | 20 décembre 1955 | Conservateur |                  | Winston Churchill |
|     | Harold Watkinson    | 20 décembre 1955 | 14 octobre 1959  | Conservateur |                  | Anthony Eden      |
|     | Harold Watkinson    | 20 décembre 1955 | 14 octobre 1959  | Conservateur | Harold Macmillan |                   |

## Ministres des Transports (1959–1970)
Le ministère a été rebaptisé ministère des Transports le 14 octobre 1959.
| Nom | Nom            | En fonction      | En fonction      | Parti        | Premier ministre  | Premier ministre |
| --- | -------------- | ---------------- | ---------------- | ------------ | ----------------- | ---------------- |
|     | Ernest Marples | 14 octobre 1959  | 16 octobre 1964  | Conservateur |                   | Harold Macmillan |
|     | Ernest Marples | 14 octobre 1959  | 16 octobre 1964  | Conservateur | Alec Douglas-Home |                  |
|     | Thomas Fraser  | 16 octobre 1964  | 23 décembre 1965 | Labour       |                   | Harold Wilson    |
|     | Barbara Castle | 23 décembre 1965 | 6 avril 1968     | Labour       |                   | Harold Wilson    |
|     | Richard Marsh  | 6 avril 1968     | 6 octobre 1969   | Labour       |                   | Harold Wilson    |
|     | Fred Mulley    | 6 octobre 1969   | 19 juin 1970     | Labour       |                   | Harold Wilson    |
|     | John Peyton    | 23 juin 1970     | 15 octobre 1970  | Conservateur |                   | Edward Heath     |

## Ministres au sein du ministère de l'Environnement (1970–1976)
La responsabilité en matière de transport a été englobée dans le ministère de l'Environnement, dirigé par le secrétaire d'État à l'Environnement du 15 octobre 1970 au 10 septembre 1976.
| Nom | Nom              | En fonction     | En fonction     | Parti        | Premier ministre | Premier ministre |
| --- | ---------------- | --------------- | --------------- | ------------ | ---------------- | ---------------- |
|     | Peter Walker     | 15 octobre 1970 | 5 novembre 1972 | Conservateur |                  | Edward Heath     |
|     | Geoffrey Rippon  | 5 novembre 1972 | 4 mars 1974     | Conservateur |                  | Edward Heath     |
|     | Anthony Crosland | 5 mars 1974     | 8 avril 1976    | Labour       |                  | Harold Wilson    |

Les ministres subalternes chargés des transports au sein du ministère de l'Environnement :

### Ministre de l'Industrie et du Transport (1970–1974)
- John Peyton (Conservateur, 15 octobre 1970 – 4 mars 1974)

### Ministres des Transports (1974–1976)
- Fred Mulley (Labour, 7 mars 1974 – 12 juin 1975)
- John Gilbert (Labour, 12 juin 1975 – 10 septembre 1976)

Le département des Transports a été recréé comme un service distinct par James Callaghan en 1976.

## Secrétaires d'État aux Transports (1976–1979)
| Nom | Nom          | En fonction       | En fonction | Parti  | Premier ministre | Premier ministre |
| --- | ------------ | ----------------- | ----------- | ------ | ---------------- | ---------------- |
|     | Bill Rodgers | 10 septembre 1976 | 4 mai 1979  | Labour |                  | James Callaghan  |

## Ministres des Transports (1979–1981)
| Nom | Nom           | En fonction | En fonction    | Parti        | Premier ministre | Premier ministre  |
| --- | ------------- | ----------- | -------------- | ------------ | ---------------- | ----------------- |
|     | Norman Fowler | 11 mai 1979 | 5 janvier 1981 | Conservateur |                  | Margaret Thatcher |

## Secrétaires d'État aux Transports (1981–1997)
| Nom | Nom                  | En fonction       | En fonction       | Parti        | Premier ministre | Premier ministre  |
| --- | -------------------- | ----------------- | ----------------- | ------------ | ---------------- | ----------------- |
|     | Norman Fowler        | 5 janvier 1981    | 14 septembre 1981 | Conservateur |                  | Margaret Thatcher |
|     | David Howell         | 14 septembre 1981 | 11 juin 1983      | Conservateur |                  | Margaret Thatcher |
|     | Tom King             | 11 juin 1983      | 16 octobre 1983   | Conservateur |                  | Margaret Thatcher |
|     | Hon. Nicholas Ridley | 16 octobre 1983   | 21 mai 1986       | Conservateur |                  | Margaret Thatcher |
|     | John Moore           | 21 mai 1986       | 13 juin 1987      | Conservateur |                  | Margaret Thatcher |
|     | Paul Channon         | 13 juin 1987      | 24 juillet 1989   | Conservateur |                  | Margaret Thatcher |
|     | Cecil Parkinson      | 24 juillet 1989   | 28 novembre 1990  | Conservateur |                  | Margaret Thatcher |
|     | Malcolm Rifkind      | 28 novembre 1990  | 10 avril 1992     | Conservateur |                  | John Major        |
|     | John MacGregor       | 10 avril 1992     | 20 juillet 1994   | Conservateur |                  | John Major        |
|     | Brian Mawhinney      | 20 juillet 1994   | 5 juillet 1995    | Conservateur |                  | John Major        |
|     | George Young         | 5 juillet 1995    | 2 mai 1997        | Conservateur |                  | John Major        |

## Secrétaires d'État à l'Environnement, aux Transports et aux Régions (1997–2001)
Le ministère de l'Environnement, des Transports et des Régions a été créé en 1997 pour le vice-Premier ministre John Prescott.
| Nom | Nom           | Portrait | En fonction | En fonction | Parti  | Premier ministre | Premier ministre |
| --- | ------------- | -------- | ----------- | ----------- | ------ | ---------------- | ---------------- |
|     | John Prescott |          | 2 mai 1997  | 8 juin 2001 | Labour |                  | Tony Blair       |

De 1997 à 2001, les secrétaires d'État chargés des transports sont les suivants :
- Gavin Strang (3 mai 1997 – 27 juillet 1998)
- John Reid (27 juillet 1998 – 17 mai 1999)
- Helen Liddell (17 mai 1999 – 29 juillet 1999)
- Gus Macdonald (29 juillet 1999 – 8 juin 2001)

John Reid a assisté aux réunions du cabinet, mais n'était pas officiellement un membre du cabinet alors que Gavin Strang a obtenu un siège dans le cabinet où il a occupé le poste.

## Secrétaire d'État aux Transports, aux Collectivités locales et aux Régions (2001–2002)
| Name | Name          | Term of office | Term of office | Political party | Prime Minister | Prime Minister |
| ---- | ------------- | -------------- | -------------- | --------------- | -------------- | -------------- |
|      | Stephen Byers | 8 juin 2001    | 29 mai 2002    | Labour          |                | Tony Blair     |

- John Spellar (8 juin 2001 – 29 mai 2002)

## Secrétaires d'État aux Transports (depuis 2002)
| Nom | Nom                  | Portrait | En fonction      | En fonction      | Parti        | Premier ministre | Premier ministre |
| --- | -------------------- | -------- | ---------------- | ---------------- | ------------ | ---------------- | ---------------- |
|     | Alistair Darling     |          | 29 mai 2002      | 5 mai 2006       | Travailliste |                  | Tony Blair       |
|     | Douglas Alexander    |          | 5 mai 2006       | 27 juin 2007     | Travailliste |                  | Tony Blair       |
|     | Ruth Kelly           |          | 28 juin 2007     | 3 octobre 2008   | Travailliste |                  | Gordon Brown     |
|     | Geoff Hoon           |          | 3 octobre 2008   | 5 juin 2009      | Travailliste |                  | Gordon Brown     |
|     | Andrew Adonis        |          | 5 juin 2009      | 11 mai 2010      | Travailliste |                  | Gordon Brown     |
|     | Philip Hammond       |          | 12 mai 2010      | 14 octobre 2011  | Conservateur |                  | David Cameron    |
|     | Justine Greening     |          | 14 octobre 2011  | 4 septembre 2012 | Conservateur |                  | David Cameron    |
|     | Patrick McLoughlin   |          | 4 septembre 2012 | 13 juillet 2016  | Conservateur |                  | David Cameron    |
|     | Chris Grayling       |          | 14 juillet 2016  | 24 juillet 2019  | Conservateur |                  | Theresa May      |
|     | Grant Shapps         |          | 24 juillet 2019  | 6 septembre 2022 | Conservateur |                  | Boris Johnson    |
|     | Anne-Marie Trevelyan |          | 6 septembre 2022 | 25 octobre 2022  | Conservateur |                  | Liz Truss        |
|     | Mark Harper          |          | 25 octobre 2022  | 5 juillet 2024   | Conservateur |                  | Rishi Sunak      |
|     | Louise Haigh         |          | 5 juillet 2024   | 29 novembre 2024 | Travailliste |                  | Keir Starmer     |
|     | Heidi Alexander      |          | 29 novembre 2024 | En cours         | Travailliste |                  | Keir Starmer     |

## Lien Externe
- Track record: Transport secretaries